# Casa Cabanyes
La Casa Cabanyes és un edifici del municipi de Lloret de Mar (Selva) que forma part de l'Inventari del Patrimoni Arquitectònic de Catalunya.

## Descripció

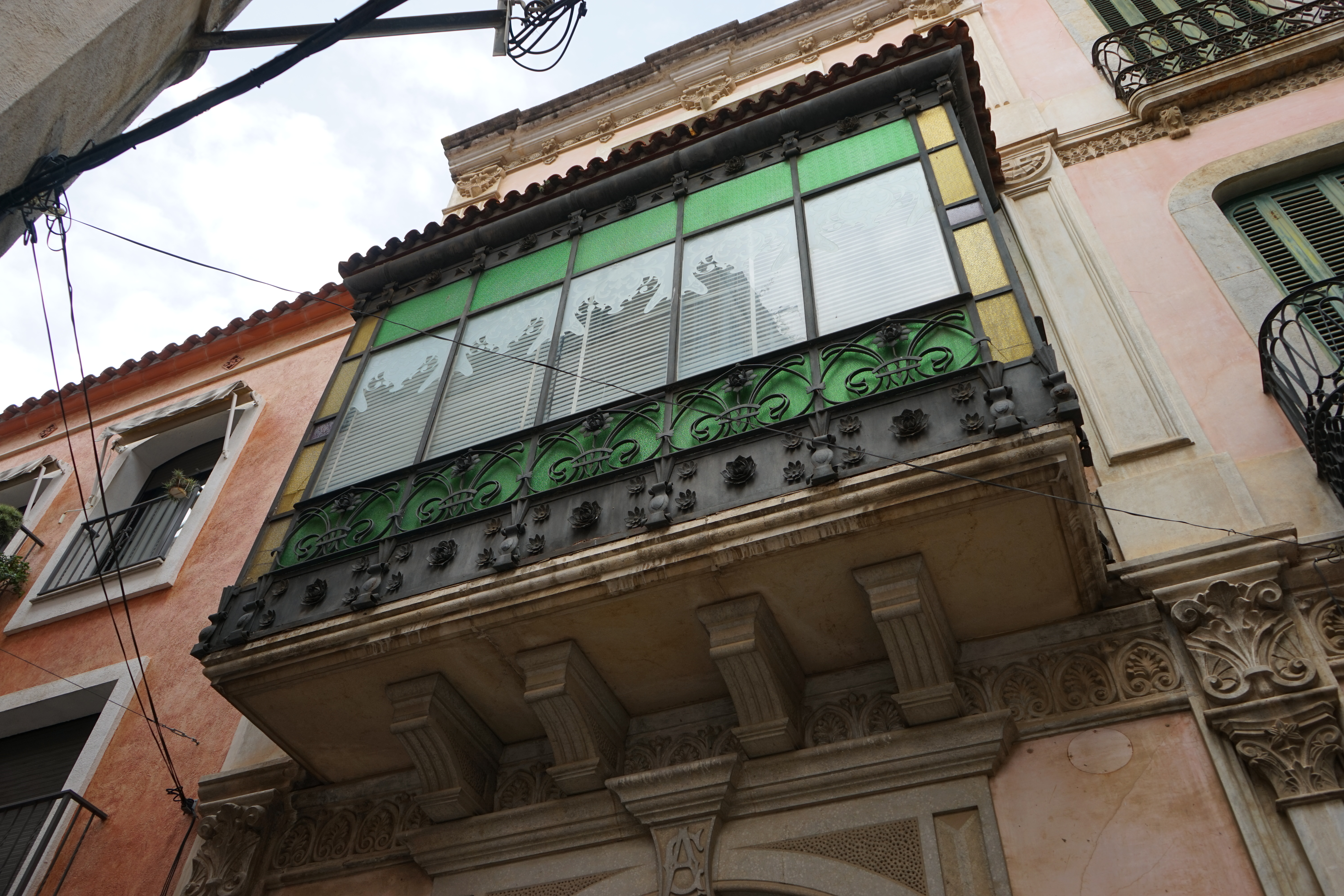
Balcó-tribuna de la Casa Cabanyes

És un edifici entre mitgeres de cinc plantes amb terrassa al tercer pis que està format per dues parts diferenciades. La part dreta és la part senyorial i l'esquerra és més senzilla. Bàsicament es distingeixen pel gran balcó cobert del primer pis de la part esquerra. La façana consta de quatre crugies, tres per una banda i una, amb el gran balcó-tribuna, per l'altra.
A la planta baixa hi ha una entrada, convertida en finestra i amb una barana de barrots de terra cuita, amb una llinda d'arc rebaixat i brancals decorats amb motius neoclàssics. Al primer pis hi ha una balconada o tribuna coberta amb panells de ferro forjat i vitralls d'inspiració modernista. La part dreta presenta obertures més senzilles i no tan decorades, amb una balconada correguda al primer pis i balconets al segon, tots decorats i sostinguts amb mènsules decorades. L'edifici està coronat per una cornisa motllurada i una balustrada.

## Història
Aquesta casa data del 1909. En la segona meitat del segle xx, a la part original s'hi afegiren dues plantes. Les mènsules dels balcons són típiques de finals del segle xix i inicis del següent. Eren peces característiques de l'estil neoclàssic tardà i indicaven categoria social i prestigi.